# 多节青兰
多节青兰（学名：Dracocephalum nodulosum）为唇形科青兰属下的一个种。

## 扩展阅读
- 維基物種上的相關：多节青兰